# Hao (Gemeinde)
Hao ist eine Gemeinde im Tuamotu-Archipel in Französisch-Polynesien.
Die Gemeinde besteht aus 12 Atollen. Sie ist in 3 „Communes associées“ (Teilgemeinden) untergliedert. Der Hauptort der Gemeinde ist Hao. Der Code INSEE der Gemeinde ist 98720.
| Atoll oder Insel | Commune associée     | Einwohner 2002 | Landfläche (km2) | Lagune (km2) | Post- leitzahl | Koordinaten           |
| ---------------- | -------------------- | -------------- | ---------------- | ------------ | -------------- | --------------------- |
| Hao              | Hao                  | 1226           | 47               | 490          | 98767          | 18° 14′ S, 140° 53′ W |
| Ahunui           | Hao                  | 0              | 5,7              | 16           |                | 19° 38′ S, 140° 25′ W |
| Nengonengo       | Hao                  | 50             | 9                | 67           |                | 18° 45′ S, 141° 48′ W |
| Manuhangi        | Hao                  | 0              | 1                | 7            |                | 19° 14′ S, 141° 15′ W |
| Paraoa           | Hao                  | 0              | 4                | 14           |                | 19° 08′ S, 140° 41′ W |
| Amanu            | Amanu                | 165            | 9,6              | 240          | 98790          | 17° 48′ S, 140° 46′ W |
| Rekareka1        | Amanu                | 0              | 1,6              | 2,5          |                | 16° 50′ S, 141° 55′ W |
| Tauere           | Amanu                | ?              | 2                | 60           | 98790          | 17° 22′ S, 141° 29′ W |
| Héréhérétué      | Héréhérétué          | 60             | 4                | 23           | 98790          | 19° 52′ S, 144° 58′ W |
| Anuanuraro       | Héréhérétué          | 0              | 2,2              | 11           |                | 20° 25′ S, 143° 31′ W |
| Anuanurunga      | Héréhérétué          | 0              | 7                | 2,6          |                | 20° 38′ S, 143° 19′ W |
| Nukutepipi       | Héréhérétué          | 0              | 0,6              | 1,3          |                | 20° 42′ S, 143° 03′ W |
| Gemeinde Hao     | 3 Communes associées | 1501           | 93,7             | 934          |                |                       |

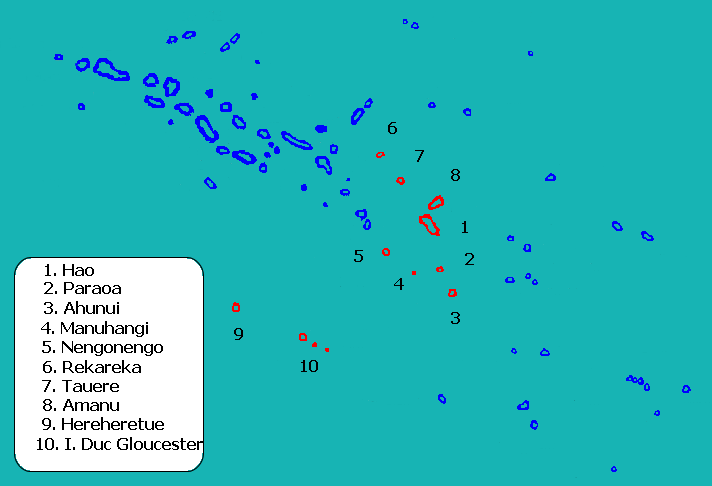
Position der Gemeinde Hao

1 Das Atoll Rekareka wird auch Tehuata genannt

Die Gruppe der 3 unbewohnten Atolle Anuanuraro, Anuanuruga und Nukutepipi (alle zur Commune associée Héréhérétué gehörig) wird auch Duke of Gloucester Inseln genannt.